# 黄果樹瀑布
黄果樹瀑布（こうかじゅばくふ、中: 黄果树瀑布, 拼音: Huáng Guǒshù Pùbù フアングオシューバオブー）は中国国内ないし東アジアにおける最大級の滝の1つである。貴州省安順市鎮寧プイ族ミャオ族自治県の六枝河にかかる。滝全体の高さは77.8mで、幅は101mであり、本滝の高さは67mで、幅は83.3mである。亜州第一大瀑布（アジアで1番の滝）とも呼ばれる。

## 概要
この滝は裏見の滝としても有名であり、長さ134mの「水簾洞」と呼ばれる鍾乳洞の中の数カ所から滝を望むことができる。一帯は1982年に「黄果樹風景名勝区」として中華人民共和国国家重点風景名勝区に指定され、2007年に中国国家観光局により国家AAAAA級旅遊景区に認定された。

## 黄果樹瀑布群
「黄果樹瀑布群」といって、黄果樹瀑布の他にも複数の滝がある。

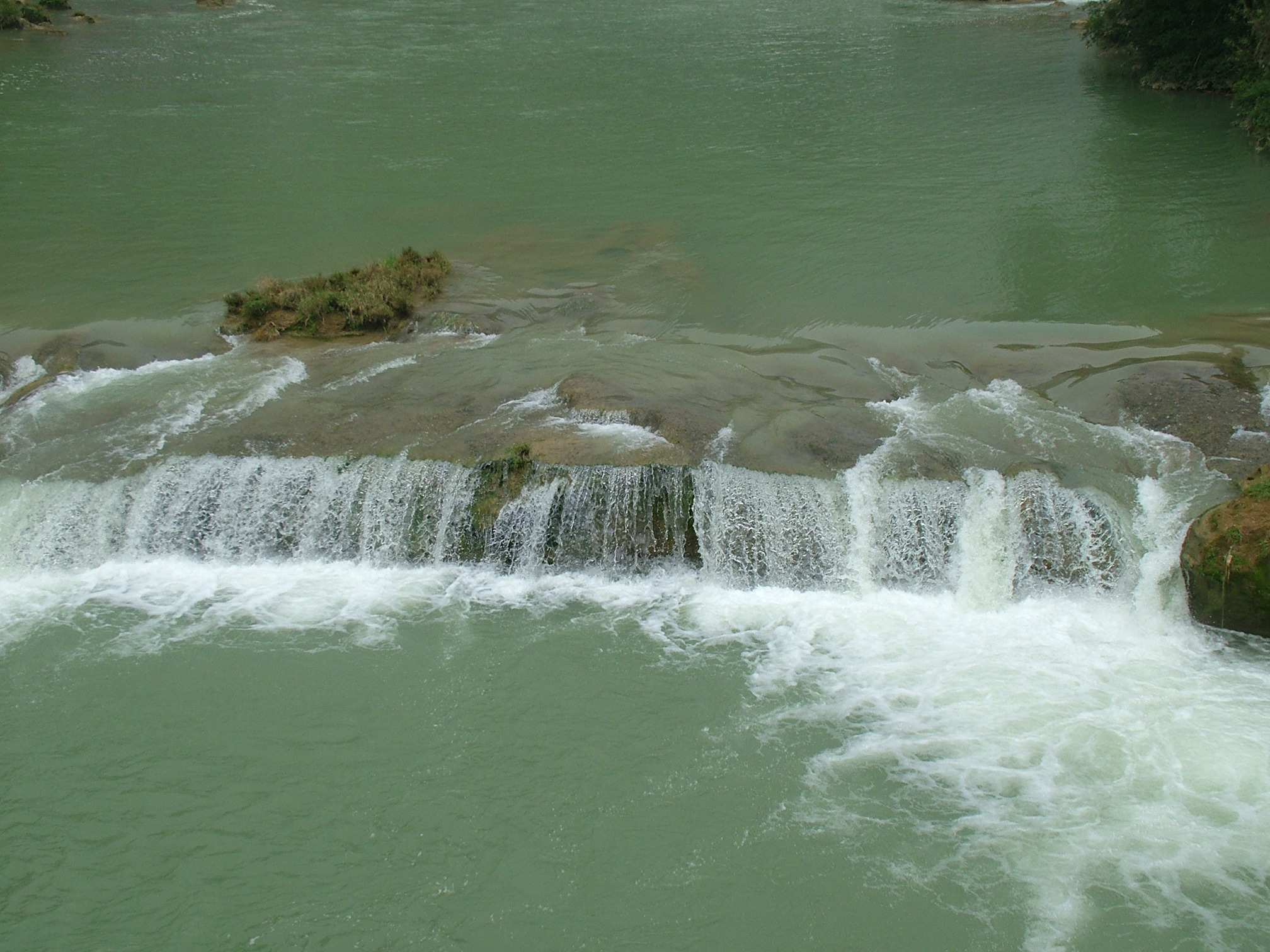
犀牛潭

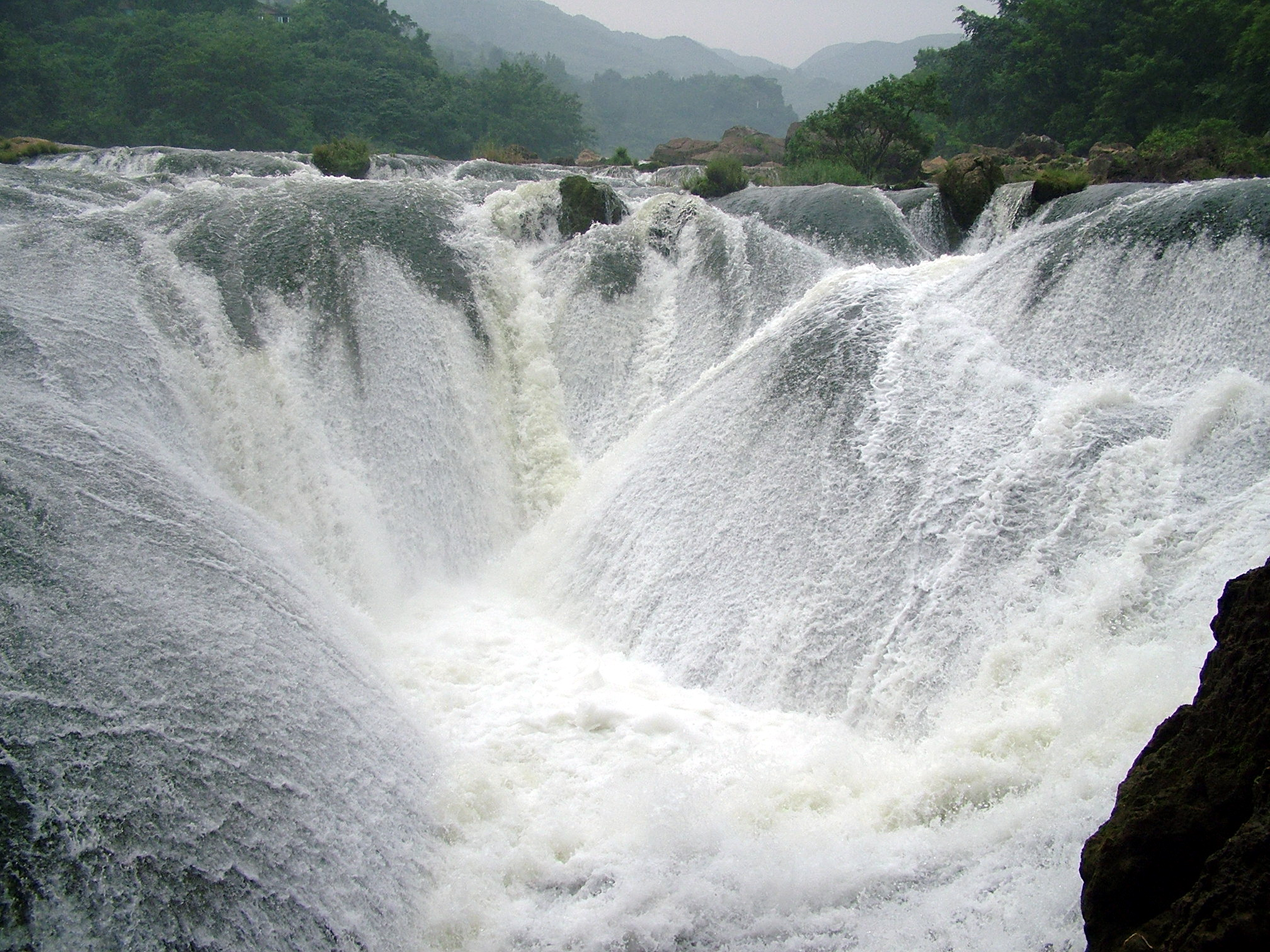
銀錬墜潭瀑布

- 犀牛潭小瀑布
- 銀錬墜潭瀑布

## ギャラリー

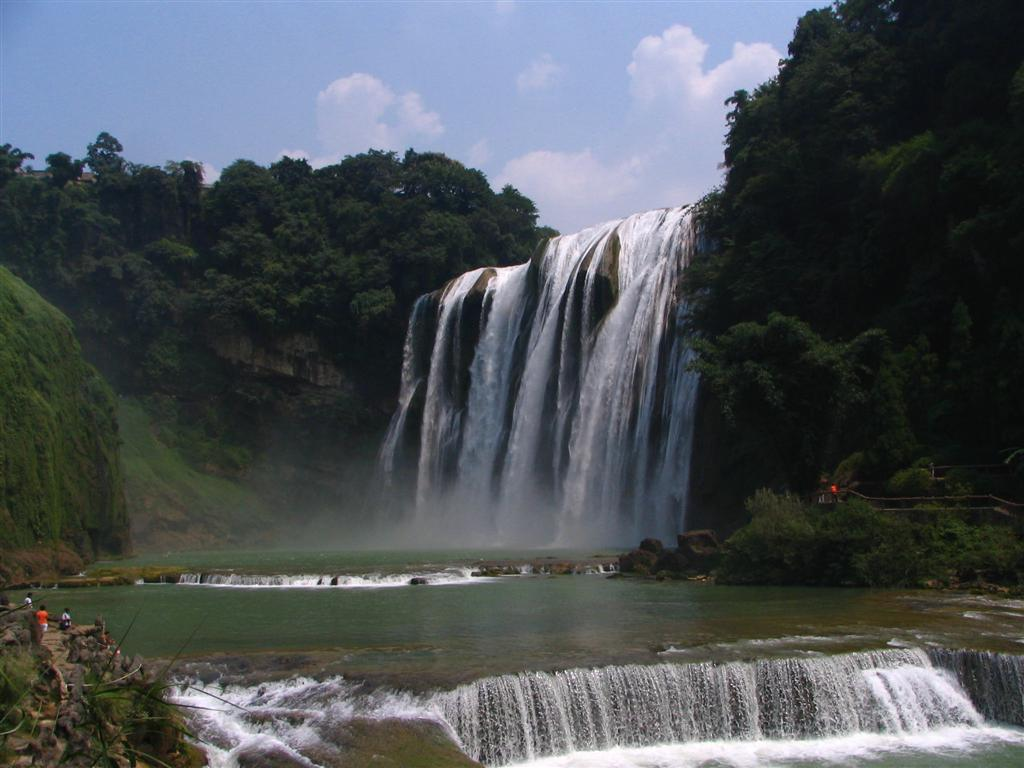
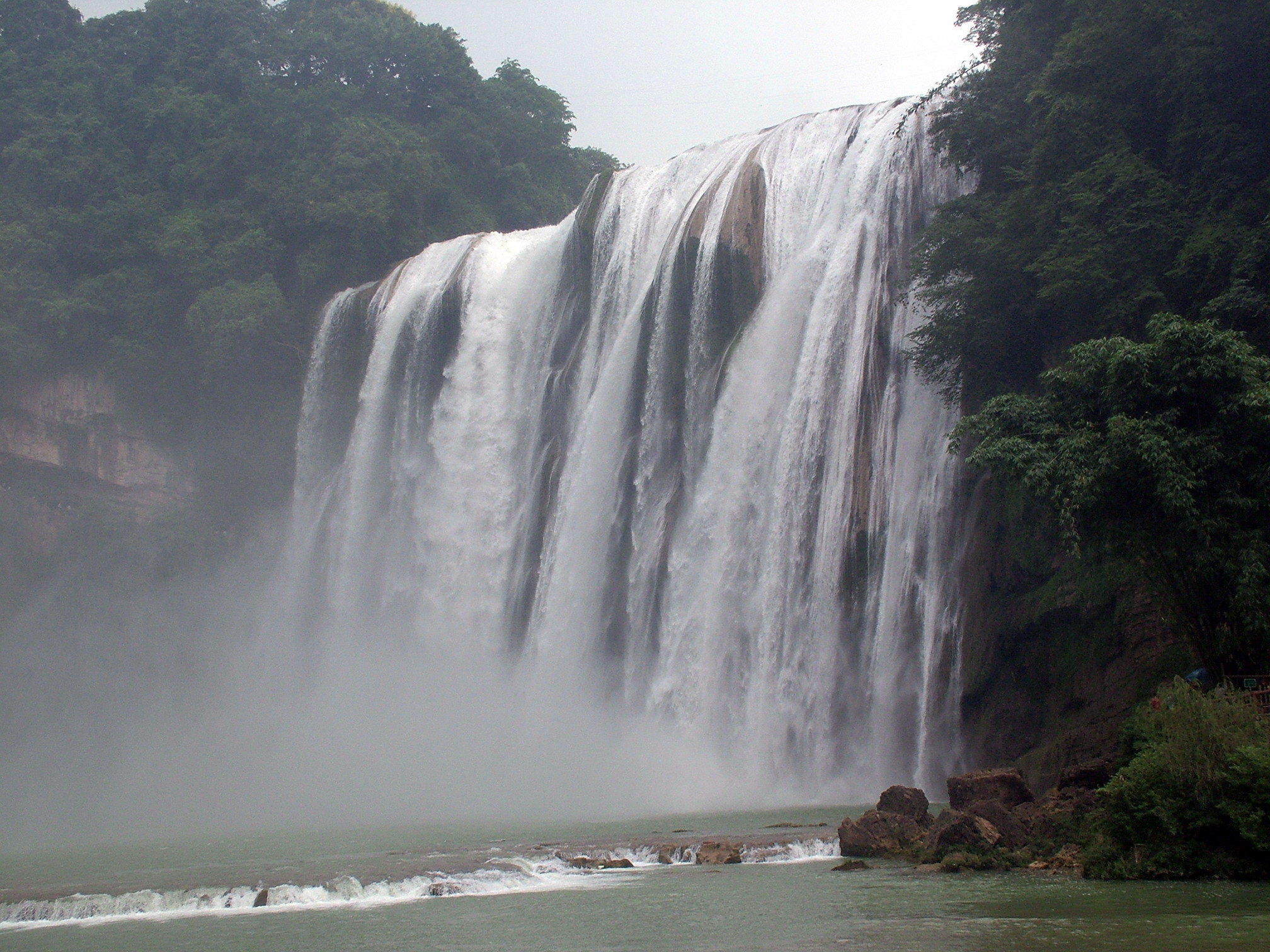
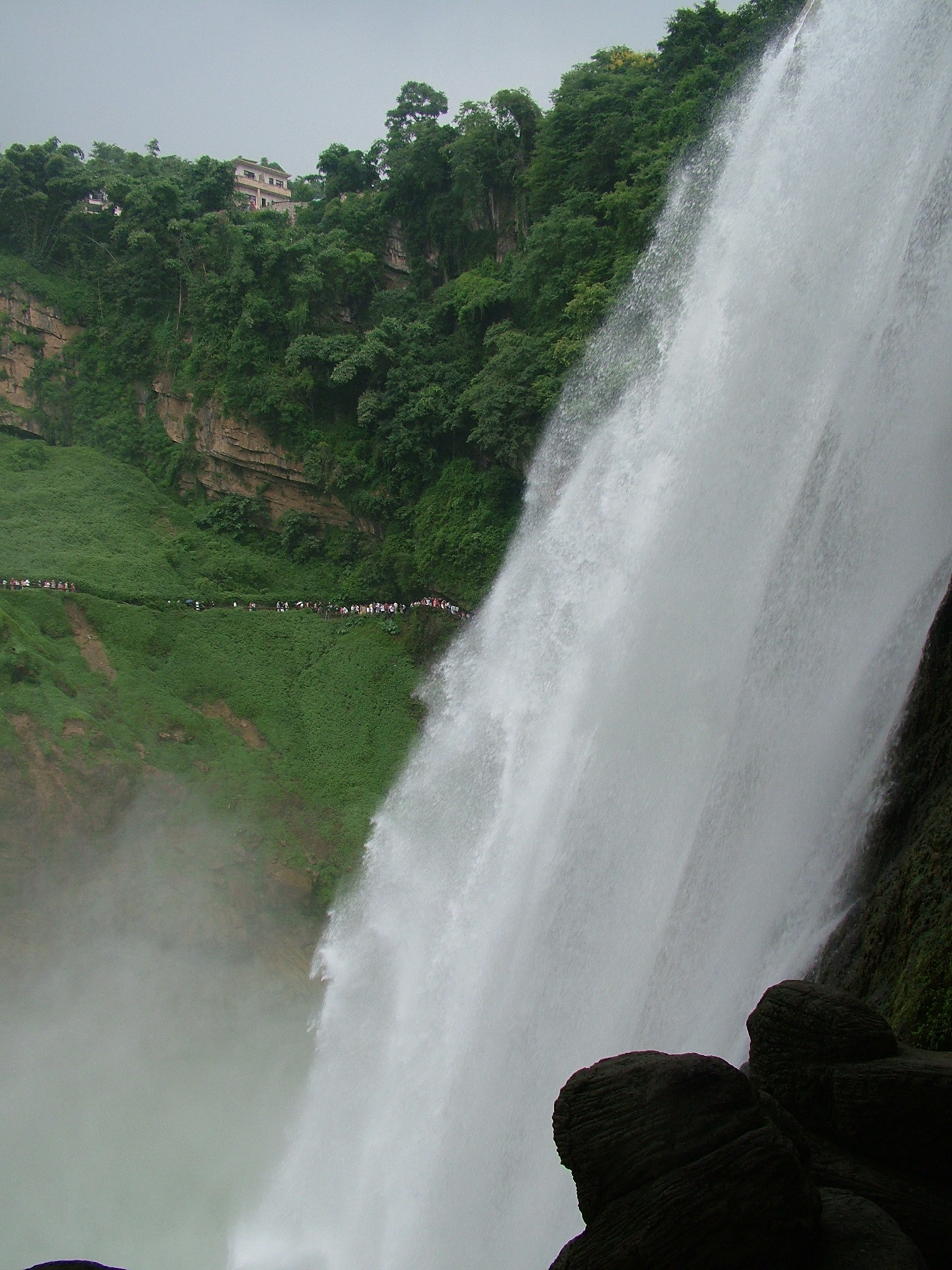
水簾洞内から見た黄果樹瀑布
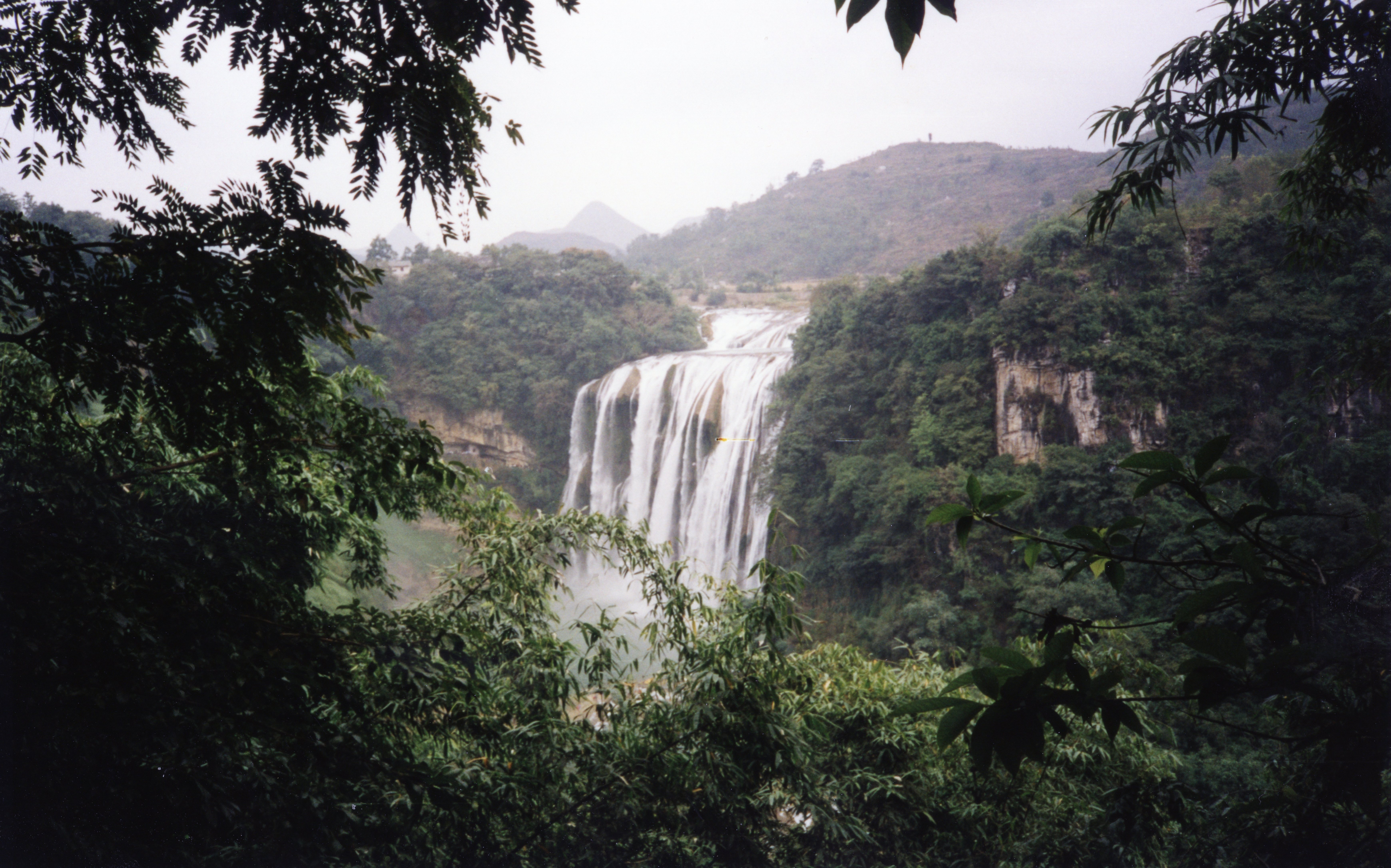
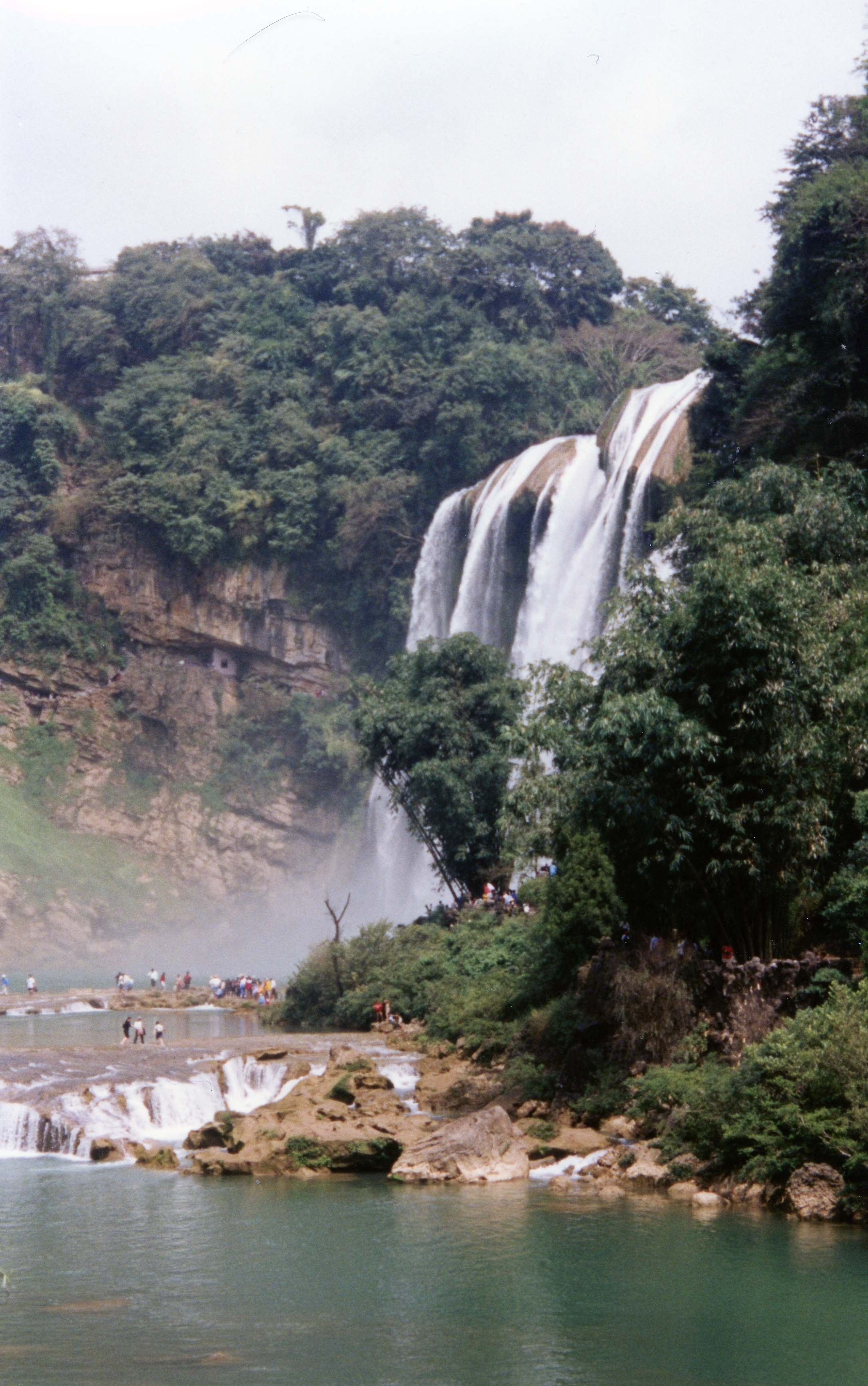
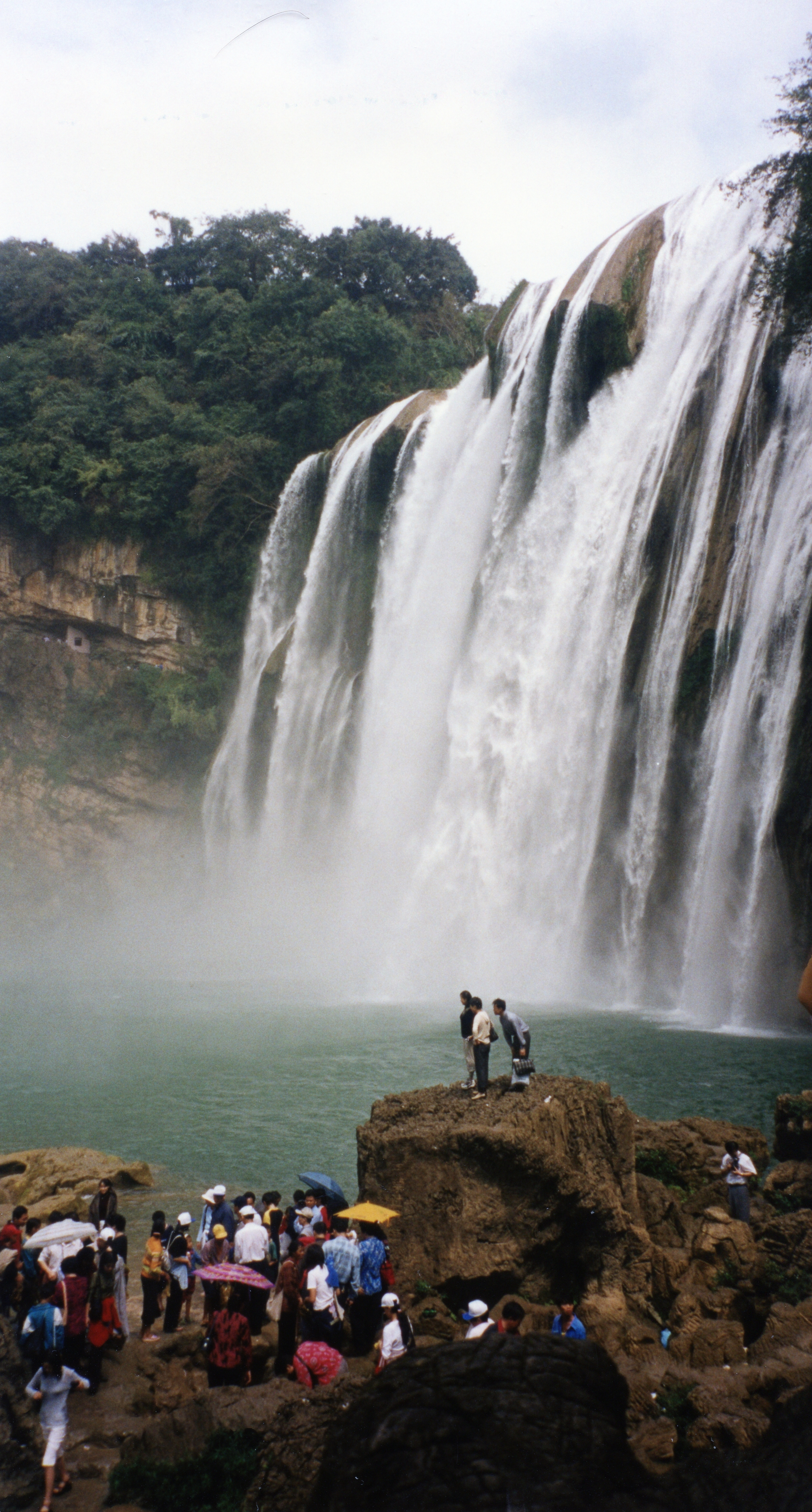